# Stemming (muziek)
Stemming is de manier waarop de frequentie van tonen in de muziek gekozen wordt. Daarbij wordt enerzijds de toonhoogte van een van de tonen vastgelegd en anderzijds de toonafstanden tussen die toon en de overige gebruikte tonen. Het is dit laatste dat veel problemen en hoofdbrekens heeft gekost en nog kost. Sommige stemmingen worden met temperatuur aangeduid, om aan te geven dat het getempereerde stemmingen zijn.
Voor de in westerse muziek gebruikte toonstelsels met de verdeling van een octaaf in twaalf tonen is het vinden van de "ideale" muzikale stemming door de tegenstrijdige eisen een in wezen onoplosbaar probleem: "hoe stem ik een instrument zodanig dat zowel de octaven als de kwinten zuiver (rein) zijn?" Dat houdt in dat 7 gestapelde octaven dezelfde toon moeten opleveren als 12 gestapelde kwinten, maar:
27 = 128
en dat is niet gelijk aan
(3/2)12 = 129,746...
De onmogelijkheid blijkt al daaruit dat in de te benaderen reine stemming verschil is tussen tonen als bes en aïs, fis en ges en dergelijke.
Al eeuwen wordt er naar een zo goed mogelijk werkbaar compromis gezocht. Dit heeft in het Westen geleid tot de volgende toonsystemen.
- De reine stemming is de opbouw van de toonladder op basis van onderling consonante boventonen, zoals die van 'nature' door getrainde zangers en violisten gebruikt wordt.
- De stemming van Pythagoras is gebaseerd op het op elkaar stapelen van reine kwinten. De stemming van Pythagoras voldeed goed totdat polyfonie in zwang raakte. Vanaf dat moment zijn allerlei alternatieven geprobeerd.
- De middentoonstemming heeft natuurzuivere grote tertsen (4:5) en maakt daardoor een harmonie en cadensen mogelijk, waarin de verschillende toonsoorten echter wel verschillen van klankkleur.
- Diverse barokstemmingen: het gegeven dat elke toonsoort weer anders klinkt wordt in de barok door componisten uitgebuit: men kan een klavecimbel bijvoorbeeld zo stemmen dat de ene toonsoort nauwelijks zweeft, terwijl een andere afgrijselijk vals klinkt. Dat kan dan dramatisch uitgebuit worden. (Het hieronder genoemde voordeel van de gelijkzwevende stemming is dus ook een nadeel: alles klinkt hetzelfde). Voorbeeld is de Werckmeister III van Andreas Werckmeister.
- De welgetemperde stemming, die voortkwam uit de barokstemmingen en waarin wél in alle toonsoorten gespeeld kon worden. Aanvankelijk bedacht door Andreas Werckmeister en verder ontwikkeld door onder anderen Johann Philipp Kirnberger met zijn Kirnbergerstemming. Das Wohltemperierte Klavier van Johann Sebastian Bach is een serie composities waarin gebruik werd gemaakt van deze manier van stemmen.
- Gelijkzwevende stemming of evenredig zwevende temperatuur: de tegenwoordig populairste stemming, in feite een speciaal geval van de welgetemperde stemming, in twaalf tonen per octaaf, maar soms ook 24 (kwarttoon-stemming). Het octaaf wordt in twaalf even grote stukjes verdeeld. Bijgevolg klinken alle intervallen, behalve het octaaf, vals, ze wijken althans af van de ideale stemming. Voordeel van deze stemming is, dat alle intervallen gelijk blijven als op een andere toonsoort wordt overgegaan, en er dus niet opnieuw gestemd hoeft te worden.
- 19-toonsstemming: In plaats van 12 halve tonen per octaaf wordt het octaaf nu in 19 delen verdeeld.
- 31-toonsstemming: In plaats van 12 halve tonen per octaaf wordt het octaaf nu in 31 delen van 38.71 cent verdeeld. Het eerste voorstel hiertoe kwam van Christiaan Huygens. In later eeuwen hebben ook Leonhard Euler en Adriaan Fokker met de 31-toons stemming gespeeld. De laatste heeft een 31-toons pijporgel (met speciale klaviatuur) ontwikkeld dat vanaf 1950 in het Teylers Museum in Haarlem stond, tot het na een uitgebreide restauratie in 2009 naar het Muziekgebouw aan 't IJ in Amsterdam verplaatst werd.
- 43-toonsverdeling van Harry Partch.

De genoemde stemmingen hebben betrekking op de westerse muziek. In andere culturen zijn andere toonsystemen gebruikelijk, zie oosterse toonsystemen.